# Lente dialítica
Una lente dialítica  (a veces denominada dialite) es un tipo de lente compuesta diseñada para corregir aberraciones ópticas, en la que las lentes simples que la componen están ampliamente separadas por espacios ocupados por aire. Este diseño permite minimizar la cantidad de vidrio utilizado en elementos concretos o la obtención de diseños funcionales cuando los elementos ópticos no pueden ser ensamblados porque tienen curvaturas distintas entre sí. La palabra diálisis proviene del griego διάλυσις diálysis "disolución", que hace referencia a la "separación" entre las lentes.

## Telescopio dialítico
La idea de separar ampliamente los elementos correctores de la aberración cromática en una lente compuesta se remonta a 1814, cuando W. F. Hamilton desarrolló su telescopio hamiltoniano catadióptrico. Por su parte, Alexander Rogers propuso en 1828 un telescopio refractor dialítico. El propósito era combinar un gran objetivo de vidrio crown con una lente de vidrio flint (por entonces mucho más caro) para producir una lente acromática de menor coste. Los diseños dialíticos también fueron utilizados en el telescopio medial de Schupmann, diseñado por el óptico alemán Ludwig Schupmann a finales del siglo XIX, y en el refractor retrofocal dialíticamente corregido "Zerochromat" de John Wall en 1999.

## Lentes dialíticas para cámaras
Hay muchos tipos de lentes dialíticas para cámaras. Uno de estos tipos es un diseño simétrico que consta de cuatro lentes separadas por aire: el par exterior es biconvexo y el par interior es bicóncavo. La estructura simétrica proporciona buenas correcciones para distintas aberraciones.
El tipo de lentes Aviar (Taylor Hobson) es similar pero se considera que tiene un origen diferente, partiendo del elemento central bicóncavo del triplete Cooke. En el montaje resultante de dos elementos bicóncavos estos se hallan más cercanos que en el diseño Dialite/Celor .